# Röd galangarot
Röd galangarot (Alpinia purpurata)  är en enhjärtbladig växtart som först beskrevs av Eugène Vieillard, och fick sitt nu gällande vetenskapliga namn av Karl Moritz Schumann. Röd galangarot ingår i släktet Alpinia och familjen Zingiberaceae. Inga underarter finns listade i Catalogue of Life.

## Bildgalleri

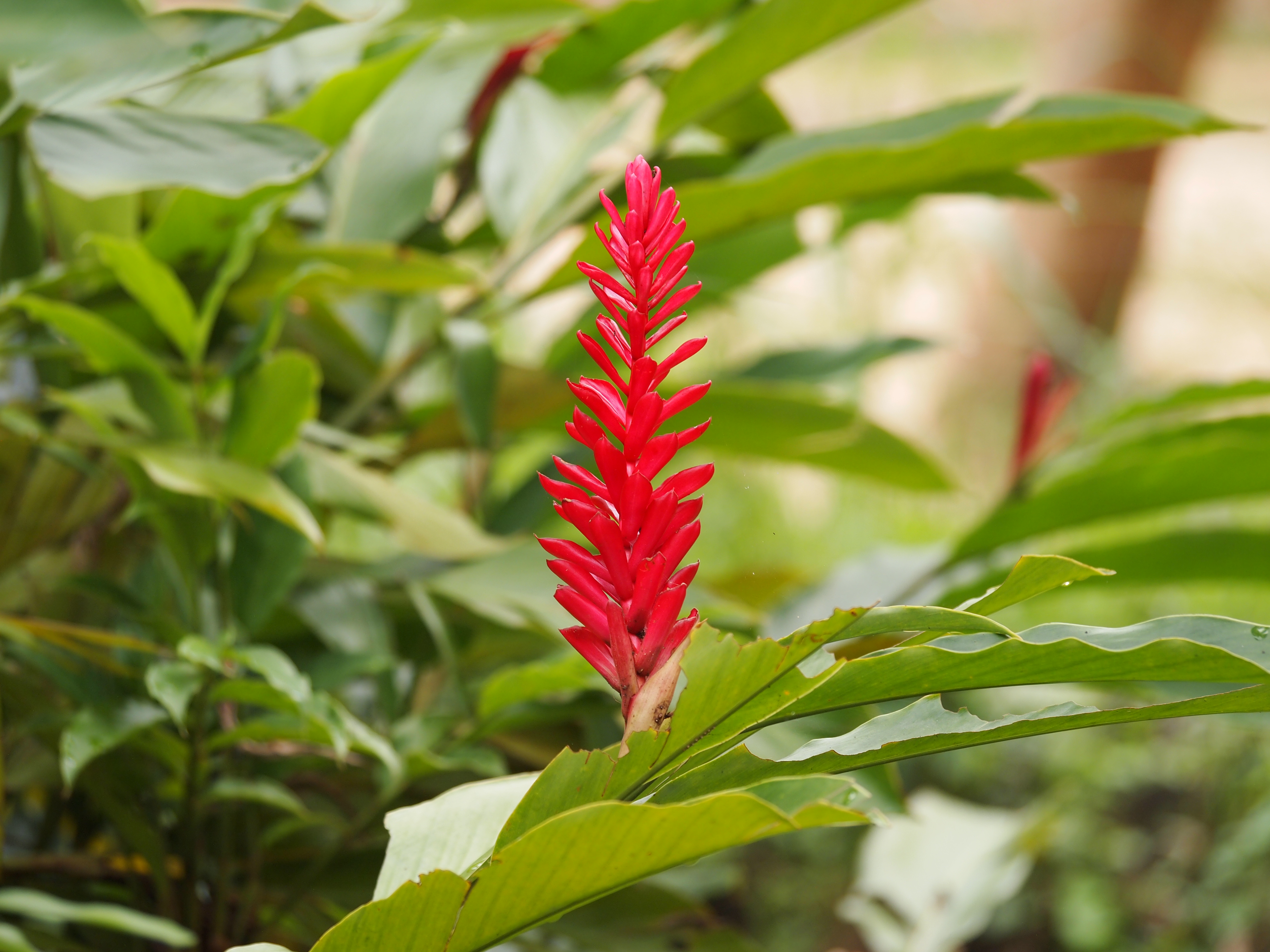
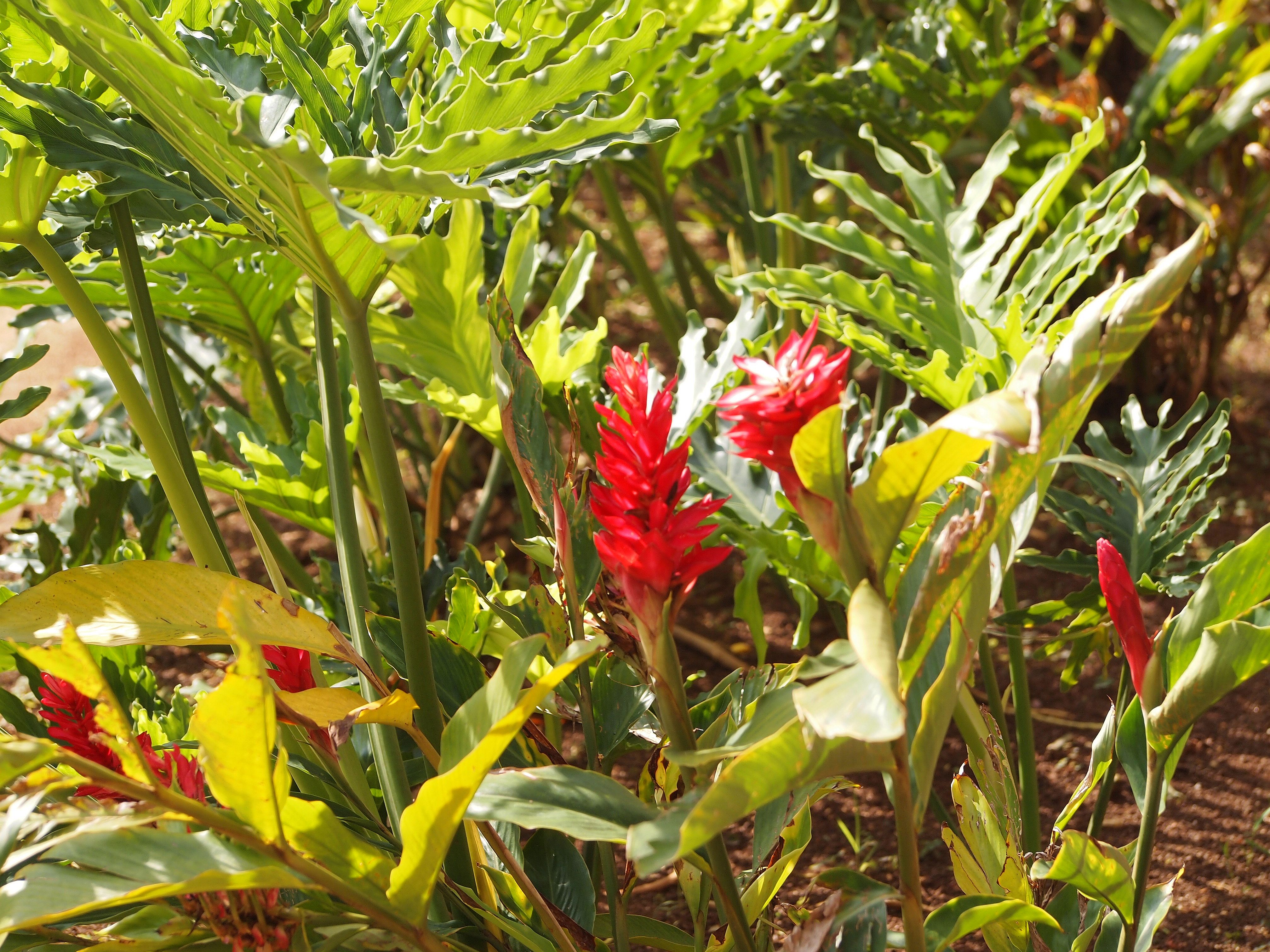